# Пеневичи
Пене́вичи — село в Хвастовичском районе Калужской области. Административный центр сельского поселения «Село Пеневичи».
Расположено в левобережье верховьев реки Катагоща в 7 км к западу от села Хвастовичи, в 145 км к юго-западу от Калуги и в 45 км к северо-востоку от Брянска.

## История
Из Издания Императорского общества истории и древностей российских за 1902 год «Сотницы (1537—1597) Грамоты и Записи (1561—1696)» автор Сергей Шумаков. За 1595 год упомянуты в числе прочих и Пеневичи на речке на Пневлянке.

Выпись с писцовых книг Т. Г. Вельяминова и А. И. Колтовскаго с товарищами на вотчины «Свинскаго» монастыря в городе Брянске и Брянском уезде от 7 апреля 1595 года
   Д. Пневичи на рѣчкѣ на Пневлянкѣ, а въ ней крестьянѣ: во дв. Ортюшка да Данилко Олексѣевы, во дв. Федка Ивановъ да сын его Иванко, во дв. Федко Давыдовъ, во дв. Наумко Власовъ, во дв. Иванко Карповъ, во дв. Оникѣйко Кузминъ, во дв. Федка Ондрѣев, во дв. Куземка Игнатовъ, да съ нимъ бобыль Ондрюшка. Да безъ пашни: во дв. Олексѣйко Прихожей. Пашни паханые и наездные худые земли 42 четверти въ полѣ, а въ дву потому жѣ; сена по дубровъ на Новоселкахъ да на дубровѣ на Померли 150 к.; лѣсу черново зъ бортными ухожьи хъ Корачевскому рубежу по рѣчку по Ресету въ длину на 10 в., а поперегѣ до Козельского рубежа до рѣчки до Уполозны на 4 в.

## Достопримечательности
Успенская деревянная церковь, построенная в 1874 году прихожанами. Здание не сохранилось.

## Население
| 2002 | 2010 |
| ---- | ---- |
| 399  | ↘377 |